# Heterolocha phaeocelis
Heterolocha phaeocelis là một loài bướm đêm trong họ Geometridae.